# Hans Schlegel
Hans Wilhelm Schlegel (ur. 3 sierpnia 1951 w Überlingen) – niemiecki fizyk, astronauta Europejskiej Agencji Kosmicznej.

## Wykształcenie oraz praca zawodowa
- 1970 – ukończył gimnazjum matematyczno-przyrodnicze Hansa Gymnasium w Kolonii (Niemcy).
- 1970–1972 – jako spadochroniarz odbył służbę wojskową w Federalnych Siłach Zbrojnych Niemiec.
- 1979–1986 – w 1979 został absolwentem Politechniki w Akwizgranie (RWTH Aachen – Rheinisch-Westfälische Technische Hochschule Aachen), gdzie otrzymał tytuł magistra fizyki. Po studiach do 1986 pozostał na uczelni jako pracownik naukowy. Zajmował się m.in. optycznymi właściwościami półprzewodników.
- 1986–1988 – pracował w dziale rozwoju spółki „Institut Dr. Forster Gmbh & Co. KG” w Reutlingen zajmującej się różnego rodzaju urządzeniami pomiarowymi.

## Kariera astronauty

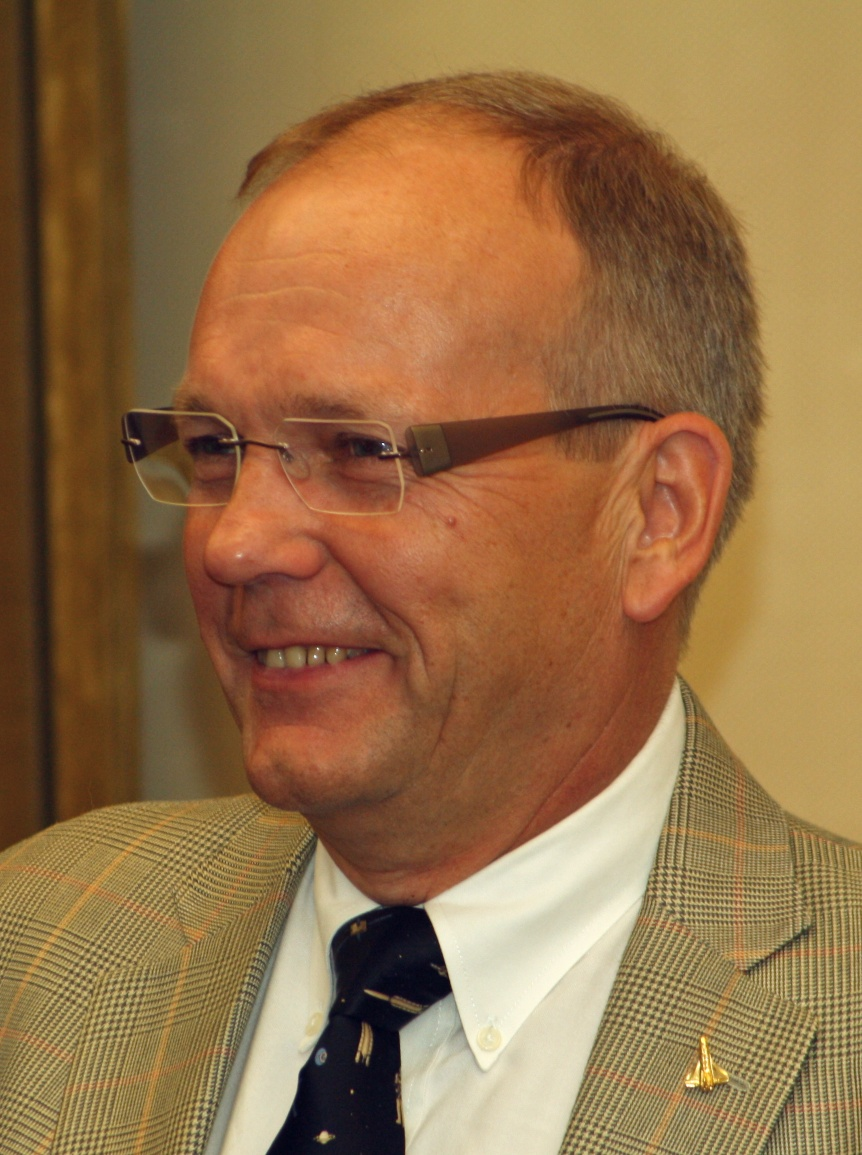
Schlegel podczas wykładu w Kolonii w 2009.

- 1987 – 3 sierpnia został wybrany przez DLR (Deutsches Zentrum für Luft- und Raumfahrt) do 5-osobowej grupy astronautów. Dwójka z nich miała wziąć udział w misji wahadłowca realizującego program Spacelab D-2. Poza Hansem Schlegelem wśród kandydatów do lotu znaleźli się również: Renate Brümmer(inne języki), Gerhard Thiele, Ulrich Walter oraz Heike Walpot(inne języki).
- 1988–1990 – w niemieckim centrum astronautów DFVLR (Deutsche Forschungs- und Versuchsanstalt für Luft- und Raumfahrt) w Kolonii przeszedł kurs przygotowawczy do lotu w kosmos. Podczas szkolenia odbył m.in. ponad 1300 lotów na pokładzie samolotu KC-135, w którym symulowano stan nieważkości.
- 1990 – jesienią rozpoczął treningi do lotu w Centrum Lotów Kosmicznych imienia Lyndona B. Johnsona. Był przygotowywany jako specjalista ładunku użytecznego w załodze podstawowej misji STS-55.
- 1992 – był jednym z pięciu niemieckich kandydatów, którzy starali się o przyjęcie do korpusu astronautów ESA podczas drugiego naboru. Ostatecznie ESA wybrała wówczas Thomasa Reitera, a Schlegel pozostał członkiem grupy astronautów DLR.
- 1993 – na przełomie kwietnia i maja wziął udział w misji STS-55.
- 1995–1998 – od sierpnia 1995 razem z Reinholdem Ewaldem rozpoczął szkolenie w Centrum Wyszkolenia Kosmonautów im. J. Gagarina w Gwiezdnym Miasteczku pod Moskwą w ramach niemiecko-rosyjskiego programu Mir-97. Został przydzielony do załogi rezerwowej Sojuz TM-25 razem z Tałgatem Musabajewem oraz Nikołajem Budarinem. Lot Sojuza miał miejsce pomiędzy 10 lutego a 2 marca 1997. Schlegel był w tym czasie koordynatorem łączności pomiędzy załogą a centrum kierowania lotem. Od czerwca 1997 do stycznia 1998 przeszedł w Rosji dodatkowe przeszkolenie, po zakończeniu którego uzyskał kwalifikacje inżyniera pokładowego statku Sojuz-TM oraz stacji Mir.
- 1998 – w sierpniu został przyjęty do korpusu astronautów ESA i skierowany do JSC na szkolenie w charakterze specjalisty ładunku. Treningi rozpoczął razem z 17 grupą astronautów NASA jako jeden z sześciu cudzoziemców.
- 2000 – po zaliczeniu egzaminu końcowego został skierowany do Wydziału Łączności z Załogami (CAPCOM Branch) w Biurze astronautów NASA.
- 2006 – 20 lipca – został wyznaczony jako specjalista ładunku do podstawowego składu załogi misji STS-122.
- 2008 – w lutym wziął udział w misji STS-122.

## Loty kosmiczne
- STS-55 (Columbia F-14);

Hans Schlegel po raz pierwszy poleciał w kosmos 26 kwietnia 1993 jako specjalista ładunku (PS-2) podczas misji STS-55. Razem z nim na pokładzie wahadłowca Columbia znaleźli się również: Steven R. Nagel (dowódca), Terence T. Henricks (pilot), Jerry L. Ross (specjalista misji - MS-1), Charles J. Precourt (MS-2), Bernard A. Harris (MS-3) oraz niemiecki astronauta Ulrich H.Walter (specjalista ładunku - PS-1). Podczas blisko 10-dniowej misji astronauci wykonali 88 różnych doświadczeń i eksperymentów m.in. z biologii, astronomii, fizyki i materiałoznawstwa. Poza tym załoga zrealizowała dwa eksperymenty z udziałem radioamatorów z USA (SAREX II) i Niemiec (SAFEX). Astronauci pracowali w laboratorium Spacelab, które po raz siódmy znalazło się w kosmosie a po raz drugi realizowało niemiecką misję (Spacelab D-2). Program naukowy misji był przygotowany przez agencje kosmiczne: niemiecką DLR, amerykańską NASA i europejską ESA. 26 kwietnia 1993 Columbia wylądowała w bazie wojskowej Edwards.

## Nagrody i odznaczenia
- Order Przyjaźni (Rosja), marzec 1996)
- Krzyż Zasługi Pierwszej Klasy Orderu Zasługi Republiki Federalnej Niemiec (Verdienstkreuz Erster Klasse des Verdienstordens der Bundesrepublik Deutschlands)
- Universal Astronaut Insignia za lot orbitalny (nr 292) – Stowarzyszenie Uczestników Lotów Kosmicznych (Association of Space Explorers(inne języki))[1]

## Wykaz lotów
| Loty kosmiczne, w których uczestniczył Hans W. Schlegel                   | Loty kosmiczne, w których uczestniczył Hans W. Schlegel | Loty kosmiczne, w których uczestniczył Hans W. Schlegel | Loty kosmiczne, w których uczestniczył Hans W. Schlegel | Loty kosmiczne, w których uczestniczył Hans W. Schlegel | Loty kosmiczne, w których uczestniczył Hans W. Schlegel | Loty kosmiczne, w których uczestniczył Hans W. Schlegel |
| №                                                                         | Data startu                                             | Statek kosmiczny                                        | Data lądowania                                          | Statek kosmiczny                                        | Funkcja                                                 | Czas trwania                                            |
| ------------------------------------------------------------------------- | ------------------------------------------------------- | ------------------------------------------------------- | ------------------------------------------------------- | ------------------------------------------------------- | ------------------------------------------------------- | ------------------------------------------------------- |
| 1                                                                         | 26 kwietnia 1993                                        | STS-55 Columbia F-14                                    | 6 maja 1993                                             | STS-55 Columbia F-14                                    | Specjalista ładunku (PS-2)                              | 9 dni 23 godziny 39 minut i 59 sekund                   |
| 2                                                                         | 7 lutego 2008                                           | STS-122 Atlantis F-29                                   | 20 lutego 2008                                          | STS-122 Atlantis F-29                                   | Specjalista ładunku (PS-1)                              | 12 dni 18 godzin 21 minut i 40 sekund                   |
| Łączny czas spędzony w kosmosie – 22 dni 18 godziny 1 minuta i 39 sekund. |                                                         |                                                         |                                                         |                                                         |                                                         |                                                         |